# レロイ・ブラウン
バッド・バッド・レロイ・ブラウン（"Bad, Bad" Leroy Brown、本名：Roland C. Daniels、1950年11月30日 - 1988年9月6日）は、アメリカ合衆国のプロレスラー。ジョージア州サバンナ出身のアフリカ系アメリカ人。
より原音に近い表記は「リロイ・ブラウン」だが、本項では来日時の呼称など、日本で定着している表記を使用する。

## 来歴
NFLのニューヨーク・ジェッツを経て、1977年にプロレスラーとしてデビュー。日本でも人気の高いシンガーソングライター、ジム・クロウチのヒット曲 "Bad, Bad Leroy Brown"（邦題『リロイ・ブラウンは悪い奴』）（en:Bad, Bad Leroy Brown）をそのままリングネームに、超大型の黒人ヒールとして売り出される。
デビュー当時はフリッツ・フォン・エリックが牛耳るテキサス東部のダラス地区を主戦場に、1978年3月31日にキラー・ブルックスと組んでホセ・ロザリオ&アル・マドリルからNWAテキサス・タッグ王座を奪取。ダラスではブルーザー・ブロディともスーパーヘビー級同士の肉弾戦を展開した。その後はカリフォルニア南部のロサンゼルス地区に登場、1979年4月26日にチャボ・ゲレロを破ってNWAアメリカス・ヘビー級王座を獲得している。
1979年6月、ロサンゼルス地区と提携関係にあった新日本プロレスにクレージー・レロイ・ブラウン（"Crazy" Leroy Brown）の名義で初来日。アブドーラ・ザ・ブッチャー2世として注目され、パンフレットの表紙にも顔写真が掲載された。来日第1戦ではストロング小林に勝利。アントニオ猪木とのシングルマッチも組まれ、7月17日には釧路にて、坂口征二が保持していた北米ヘビー級王座にも挑戦した。試合ではキャリア不足と不器用さを露呈したが、プレイング・マネージャー役のマサ斎藤にビール瓶で頭を殴らせるデモンストレーションは話題を集めた。
帰国後はロサンゼルスに戻り、8月4日にアレン・コージと組んでマンド・ゲレロ&ヘクター・ゲレロからNWAアメリカス・タッグ王座を奪取。その後、11月よりエディ・グラハム主宰のフロリダ地区に参戦し、サー・オリバー・フンパーディンク率いるヒール軍団 "ハウス・オブ・フンパーディンク" に加入してバグジー・マグローやニコライ・ボルコフと共闘。11月24日にはスウィート・ブラウン・シュガーを破りNWA南部ヘビー級王座を獲得、以降も同王座を巡ってダスティ・ローデスやマニー・フェルナンデスと抗争した。1980年下期からはビル・ワット主宰のミッドサウス地区にてアーニー・ラッドと大型黒人タッグを結成、同じくジム・クロウチの "Bad, Bad Leroy Brown" の歌詞からリングネームを取ったジャンクヤード・ドッグとの黒人抗争も行われた。
1981年11月より、ジム・バーネット主宰のジョージア地区でベビーフェイスに転向。オーバーオール姿の陽気なキャラクターとなって子供達の人気を集め、ビッグ・レッドやアンドレ・ザ・ジャイアントとも共闘。マスクド・スーパースター、スーパー・デストロイヤー、ビッグ・ジョン・スタッドらを相手に巨漢同士の大型対決を繰り広げ、リック・フレアーのNWA世界ヘビー級王座にも度々挑戦した。1982年2月28日にはアトランタのオムニ・コロシアムで行われたNWA世界タッグ王座の争奪トーナメントにロン・フラーと組んで出場したが、海外遠征中だったジャンボ鶴田&天龍源一郎に2回戦で敗退している。
その後はジム・クロケット・ジュニア主宰のミッドアトランティック地区で活動。当初はジョージア時代と同様にベビーフェイスのポジションにいたが、1982年7月からはヒールに戻り、リッキー・スティムボートと抗争。11月27日には、サージェント・スローター、ボブ・オートン・ジュニア、マイク・ロトンド、ジン・アンダーソン、キング・パーソンズ、ポークチョップ・キャッシュ、ジョニー・ウィーバー、ジェリー・ブリスコ、ドン・カヌードル、ジム・ネルソン、リック・ハリス、渕正信らが参加したバトルロイヤルに優勝してNWAミッドアトランティックTV王座を獲得した。

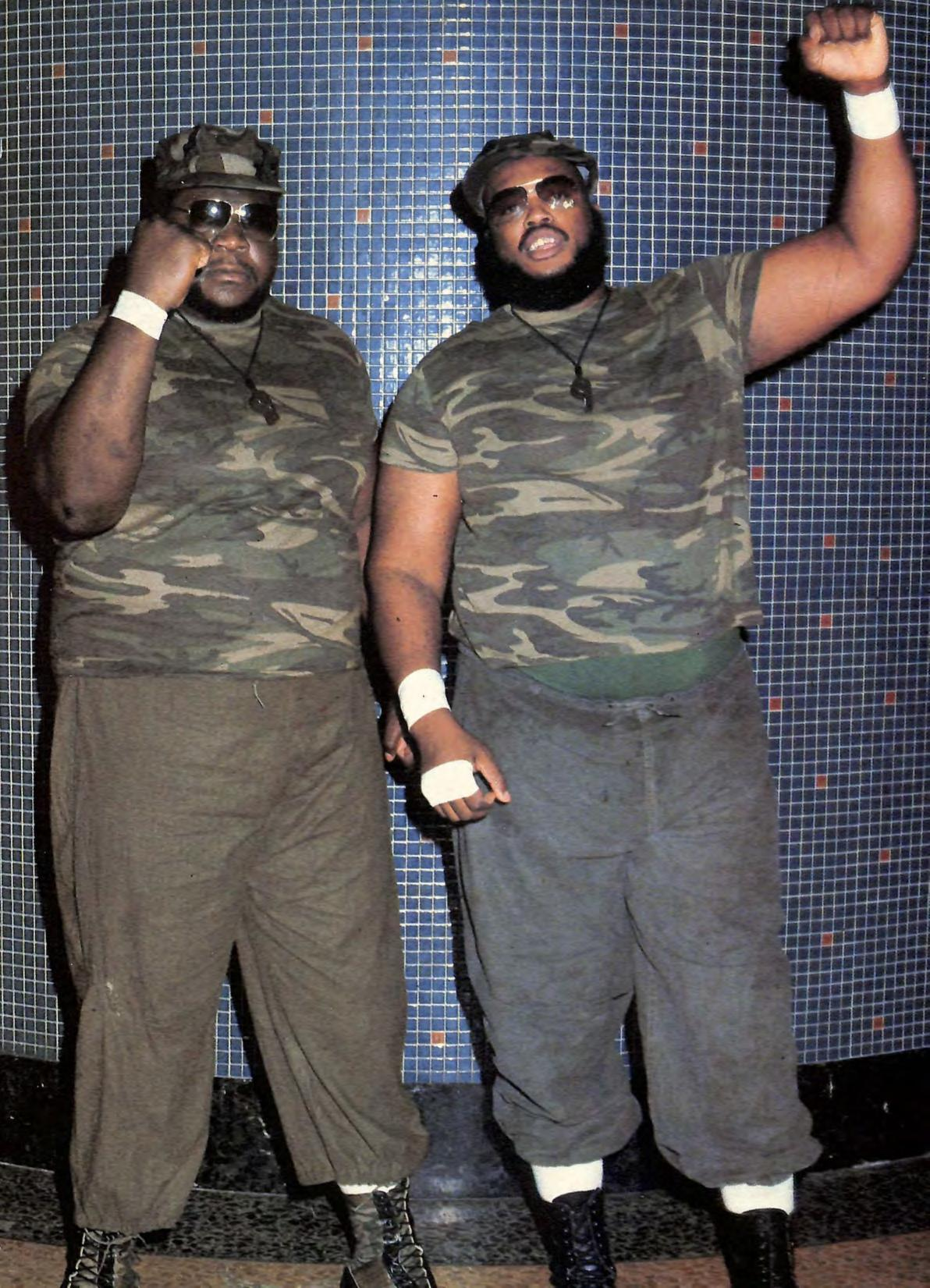
カリーム・モハメッド（左）とのザンブイ・エクスプレス（1983年）

1983年6月、フロリダ地区でイライジャ・アキーム（Elijah Akeem）と改名し、カリーム・モハメッドことレイ・キャンディとザンブイ・エクスプレス（The Zambuie Express）を結成。ムスリム・コネクション（The Muslim Connection）の別名もあり、迷彩服を着用したイスラム系アフリカ兵ギミックの重量級黒人タッグチームとして、ブラックジャック・マリガン&バリー・ウインダムの親子コンビなどと抗争した。シングルでは10月11日にタンパにおいて、ハルク・ホーガンとボディスラム・マッチで対戦している。
ザンブイ・エクスプレスとしてはジェリー・ローラーとジェリー・ジャレットが主宰していたメンフィスのCWAにも参戦し、ココ・B・ウェア&ノーベル・オースチンのプリティ・ヤング・シングスとAWA南部タッグ王座を巡る黒人タッグ抗争を展開。サンアントニオのテキサス・オールスター・レスリングではカマラとも共闘、スーパーヘビー級のアフリカ軍団を結成した。
1984年3月には「ザンビア・エクスプレス」のチーム名で新日本プロレスに再来日（リングネームは「エリジャー・アキーム」などと表記された）。キャンディとのチーム解散後はリングネームをレロイ・ブラウンに戻し、1985年3月にはロサンゼルスでもタッグを組んでいたバッドニュース・アレンとのコンビで新日本に3度目の来日を果たしている。その後はミッドサウス地区のUWFに登場し、1986年11月9日にビル・アーウィンと組んでジャック・ビクトリー&ジョン・テータムからUWF世界タッグ王座を獲得した。
WWF入りも噂されたが実現せず、1988年9月6日、狭心症による心臓発作のため37歳で死去。

## 得意技
- ヘッドバット
- ザ・ビッグ・エルボー
- ボディ・プレス
- パイルドライバー

## 獲得タイトル
NWAビッグタイム・レスリング
- NWAテキサス・タッグ王座：1回（w / キラー・ブルックス）[2]

NWAハリウッド・レスリング
- NWAアメリカス・ヘビー級王座：1回[4]
- NWAアメリカス・タッグ王座：1回（w / アレン・コージ）[8]

チャンピオンシップ・レスリング・フロム・フロリダ
- NWA南部ヘビー級王座（フロリダ版）：1回[10]
- NWA USタッグ王座（フロリダ版）：1回（w / カリーム・モハメッド）[32]
- NWAフロリダ・グローバル・タッグ王座：1回（w / カリーム・モハメッド）[33]

ミッドアトランティック・チャンピオンシップ・レスリング
- NWAミッドアトランティックTV王座：1回[21]

コンチネンタル・レスリング・アソシエーション
- AWA南部タッグ王座：2回（w / カリーム・モハメッド）[26]

テキサス・オールスター・レスリング
- TASW 6人タッグ王座：1回（w / カリーム・モハメッド&カマラ）[27]

MSWA / UWF
- ミッドサウス・タッグ王座：2回（w / アーニー・ラッド）[34]
- UWF世界タッグ王座：1回（w / ワイルド・ビル・アーウィン）[30]